# Itodacne chloroticus
Itodacne chloroticus är en skalbaggsart som beskrevs av Sharp 1908. Itodacne chloroticus ingår i släktet Itodacne och familjen knäppare. Inga underarter finns listade i Catalogue of Life.